# Dawn Upshaw
Dawn Upshaw (* 17. Juli 1960 in Nashville, Tennessee) ist eine US-amerikanische Opernsängerin (Sopran).

## Leben
Dawn Upshaw studierte bis 1982 an der Illinois Wesleyan University. Anschließend folgten zwei Jahre Gesangsausbildung an der Manhattan School of Music. Ihr Debüt gab sie 1988 an der Metropolitan Opera in New York City. Ihren Durchbruch erlebte sie 1992 bei den Salzburger Festspielen als „Engel“ in Olivier Messiaens Oper Saint François d’Assise und in einer Aufnahme der 3. Sinfonie von Henryk Górecki.
Zahlreiche Komponisten, wie zum Beispiel John Adams, Kaija Saariaho (L’amour de loin), Henri Dutilleux und Osvaldo Golijov, haben für sie Stücke geschrieben, die sie auch zur Uraufführung brachte.
In ihrem Auftrag entstand 2010 für das Graduate Vocal Arts Program des Bard College Conservatory of Music die Oper Vinkensport des Komponisten David T. Little.

## Auszeichnungen
- Grammy Award 2004 „Best Chamber Music Performance“ gemeinsam mit dem Kronos Quartet
- Aufnahme in die American Academy of Arts and Sciences (2008)
- Grammy Awards 2014 „Bestes klassisches Gesangssolo“: Maria Schneider, Winter Morning Walks, mit dem Australian Chamber Orchestra und dem St. Paul Chamber Orchestra